# Maniola telmessiaeformis
Maniola telmessiaeformis är en fjärilsart som beskrevs av Ruggero Verity 1919. Maniola telmessiaeformis ingår i släktet Maniola och familjen praktfjärilar. Inga underarter finns listade i Catalogue of Life.